# Aptychus

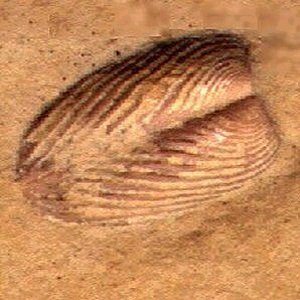
Un fossile d'aptychus (l'image mesure 1 cm)

Un aptychus désigne soit une écoutille bivalve se refermant sur les coquilles d'ammonites disparues soit un morceau de mâchoire de certains céphalopodes modernes. Lorsqu'une simple écoutille est présente, le terme anaptycus est employé.
Située contre l'ouverture terminale de la coquille (la chambre de vie), l'aptychus était fait d'aragonite ou de calcite, tout comme la coquille, et était composé de deux valves identiques. La fonction exacte de ce dispositif reste incertaine. Certains auteurs considèrent l'aptychus comme étant un dispositif de mâchoire, tandis que d'autres pensent qu'il s'agit d'un opercule (mandibules). Il pourrait avoir eu une fonction similaire à celle de la carapace à la tête des nautiles actuels.
Les aptychus (ou aptychi) se trouvent souvent bien préservés comme fossiles, mais sont rarement attachés aux coquilles d'ammonites. Cela leur a valu d'être initialement classifiés comme un type de bivalve. Ils se trouvent dans les roches du Dévonien jusqu'au Crétacé.
Il existe de nombreux types d'aptychus, variant en forme et en structure de leurs surfaces intérieure et extérieure, mais du fait de la rareté de leur découverte avec le reste de la coquille, l'appartenance de nombre d'entre eux à une ammonite particulière reste incertaine.